# خرت بونگرس
خرت بونگرس (هلندی: Gert Bongers؛ زادهٔ ۲۲ اوت ۱۹۴۶) ورزشکار دوچرخه‌سواری پیست اهل هلند است.
وی در مسابقات کشوری و بین‌المللی در مجموع برندهٔ ۱ مدال طلا شده‌است.